# 保卫察里津
《保卫察里津》（俄語：Оборона Царицына）是苏联在1942年拍摄的一部历史和革命电影，由列宁格勒电影制片厂出品，导演是瓦西里耶夫兄弟（格奥尔基·瓦西里耶夫和谢尔盖·瓦西里耶夫共用的笔名）。
此电影共分为上下两集，上集为《伏罗希洛夫的战役》(从顿涅茨克-克里沃罗格苏维埃共和国到察里津)，下集为《保卫》（«Оборона»）。
《保卫察里津》的第一集于1942年3月29日在苏联上映。
1951年，中国中央电影局东北电影制片厂翻译片组译制了此剧的汉语配音版本。

## 简介
《保卫察里津》讲述的是1918年俄国内战期间，西方列国和俄国白军试图占领被苏维埃政权控制的粮食基地察里津（今伏尔加格勒）。红军在约瑟夫·斯大林和克利缅特·伏罗希洛夫二人的率领下，挫败敌人的各种阴谋，成功打胜察里津战役的故事。

## 创作人员
苏联列宁格勒电影制片厂出品。
- 导演：瓦西里耶夫兄弟

### 演员
- 米哈伊尔·格洛瓦尼 饰 约瑟夫·斯大林
- 尼古拉·博戈柳博夫 饰 克利缅特·伏罗希洛夫
- 米哈伊尔·扎洛夫（英语：Mikhail Zharov） 饰 马丁·别尔奇欣（Мартын Перчихин）
- 瓦尔瓦拉·米亚斯尼科娃（俄语：Мясникова, Варвара Сергеевна） 饰 达维多娃（Давыдова）
- 彼得·尼卡申（俄语：Никашин, Пётр Евдокимович） 饰 亚历山大·帕尔霍缅科（俄语：Пархоменко, Александр Яковлевич）
- 帕维尔·卡多奇尼科夫（英语：Pavel Kadochnikov） 饰 尼古拉·鲁德涅夫（俄语：Руднев, Николай Александрович）
- 弗拉基米尔·格列明（Владимир Гремин） 饰 阿纳托利·诺索维奇（俄语：Носович, Анатолий Леонидович）
- 瓦西里·索夫龙诺夫（俄语：Софронов, Василий Яковлевич） 饰 雷金（Рындин）
- 鲍里斯·巴博奇金 饰 莫尔达夫斯基（Молдавский）
- 鲍里斯·德穆霍夫斯基（俄语：Дмоховский, Борис Михайлович） 饰 康斯坦丁·马蒙托夫（英语：Konstantin Mamontov）
- 亚历山大·切普鲁诺夫（Александр Чепурнов） 饰 上尉副官
- 弗拉基米尔·斯拉德科佩夫切夫（俄语：Сладкопевцев, Владимир Владимирович） 饰 Тимофеич
- 亚历山大·赫维利亚（英语：Alexander Khvylya） 饰 谢苗·布琼尼

### 汉语配音
中国中央电影局东北电影制片厂翻译片组译制。
- 翻译 胡伯胤
- 导演 徐明
- 录音 赵鸿钧
- 剪接 周芝荷
- 音响 石玉崑

主要配音演员：
- 斯大林 張玉崑
- 伏罗希洛夫 刘群
- 别尔奇欣 王亚彪
- 达维多娃 李小弓
- 波尔霍敏克 亢仲武
- 鲁德涅夫 刘绍唐
- 雷金 刘儒
- 马蒙托夫 张禹
- 大尉副官 田种玉
- 工程师 韩绍君
- 别母 黄玲
- 电话员 李晓峰
- 马卡洛维奇 宋保义